# 카밀로 (가수)
카밀로(Camilo, 1994년 3월 16일 ~ )는 콜롬비아의 싱어송라이터, 음악 프로듀서이다.

## 음반 목록
- Por Primera Vez (2020)
- Mis Manos (2021)